# Visit Panamá Cup
O Visit Panama Cup é um torneio tênis, que faz parte da série ATP Challenger Tour, realizado de 2012 a 2018, realizado em piso de saibro, na Cidade do Panamá, Panamá.

## Edições

### Simples
| Ano       | Campeão                 | Finalista          | Placar             | Ref.          |
| --------- | ----------------------- | ------------------ | ------------------ | ------------- |
| 2018      | Carlos Berlocq          | Blaž Rola          | 6–2, 6–0           |               |
| 2017      | Rogério Dutra Silva (2) | Peđa Krstin        | 6–2, 6–4           | [ 1 ]         |
| 2016 2015 | Não realizado           | Não realizado      | Não realizado      | Não realizado |
| 2014      | Pere Riba               | Blaž Rola          | 7–5, 5–7, 6–2      |               |
| 2013      | Rubén Ramírez Hidalgo   | Alejandro González | 6–4, 5–7, 7–6(7–4) | [ 2 ]         |
| 2012      | Rogério Dutra Silva     | Peter Polansky     | 6–3, 6–0           | [ 3 ]         |

### Duplas
| Ano       | Campeões                                 | Finalistas                               | Placar                | Ref.          |
| --------- | ---------------------------------------- | ---------------------------------------- | --------------------- | ------------- |
| 2018      | Yannick Hanfmann Kevin Krawietz          | Nathan Pasha Roberto Quiroz              | 7–6(7–4), 6–4         |               |
| 2017      | Sergio Galdós (2) Caio Zampieri          | Kevin Krawietz Adrián Menéndez-Maceiras  | 1–6, 7–6(7–5), [10–7] | [ 4 ]         |
| 2016 2015 | Não realizado                            | Não realizado                            | Não realizado         | Não realizado |
| 2014      | František Čermák Mikhail Elgin           | Martín Alund Guillermo Durán             | 4–6, 6–3, [10–8]      |               |
| 2013      | Jorge Aguilar Sergio Galdós              | Júlio César Campozano Alejandro González | 6–4, 6–4              |               |
| 2012      | Júlio César Campozano Alejandro González | Daniel Kosakowski Peter Polansky         | 6–4, 7–5              |               |

## Ligações Externas
- Site Oficial